# Маккормик, Тед
Тед Маккормик (англ. Ted McCormick) — историк, специалист по раннему Новому времени. Доктор философии (2005, Колумбийский университет), профессор Университета Конкордия (Канада).
Член Королевского исторического общества.
Окончил Мэрилендский университет в Колледж-Парке (бакалавр BA истории, 1999). В Колумбийском университете получил степени магистра MA истории (2001) и доктора философии по ранней современной европейской истории. С 2008 года на кафедре истории Университета Конкордия (Канада), ныне профессор. Ассоциированный редактор Journal of British Studies.
Большая часть опубликованных работ посвящена Британии, Ирландии и Британской Атлантике между 1600 и 1800 годами. Первая книга — William Petty and the Ambitions of Political Arithmetic (Oxford University Press, 2009), удостоилась John Ben Snow Prize (2010). Вторая книга — Human Empire: Mobility and Demographic Thought in the British Atlantic World, 1500—1800 (Cambridge University Press, 2022). Работает над книгой Engines of Division.
Публиковался в Osiris, History of Science, Irish Historical Studies, the Journal of British Studies, The William and Mary Quarterly.

## Публикации
- «The billionaire space race reflects a colonial mindset that fails to imagine a different world», The Conversation, 15 August 2021
- «Steven Pinker, Rational Thinker», Slate.com, 30 September 2021